# Jimmy Delaney
James "Jimmy" Delaney (3. september 1914 – 26. september 1989) var en skotsk fodboldspiller som fik en 24-årig spillekarriere.
Han blev født i Cleland, North Lanarkshire, hvor Delaney tilsluttede sig Celtic på et midlertidigt ophold i 1933 fra Stoneyburn Juniors, men han skrev under på en permanent kontrakt det efterfølgende år. Han brugte 13 år sammen med Glasgow-klubben, hvor han spillede 305 kampe.
I 1946 skrev Delaney under for Matt Busbys Manchester United på en 4000 punds-aftale. Han hjalp United med at vinde FA Cup 1948, og han sluttede sin United-karriere med 28 mål. Han flyttede tilbage til Skotland i en alder af 36 år, da han tilsluttede sig Aberdeen i november 1950, og han fik debut for dem i et 5-1-nederlag mod Falkirk. Et år senere tog han til Falkirk, hvor han brugte tre sæsoner. I januar 1954 betalte Derry City 1500 pund for en kontrakt med ham, et rekordbeløb i Irish Football League, bemærkelsesværdigt var han 39 år dengang. To år senere tilsluttede han sig Cork Athletic som spiller-træner, før han til sidst blev pensioneret fra Highland League-klubben Elgin City i 1957.
Delaney har vundet Scottish Cup med Celtic i 1937, den engelske FA Cup med Manchester United i 1948 og Irish Cup med Derry City i 1954. Han var også tæt på at vinde en fjerde cup I Irland, da han fik en runners-up-medalje med Cork Athletic i 1956. Han fik spillet 15 kampe for Skotland, hvor han scorede 6 mål.
Delaney døde i september 1989 kort efter hans 75-års fødselsdag. Siden da er der blevet udgivet en biografi af Delaney; "Jimmy Delaney – The Stuff of Legend", som blev skrevet af David Potter, og som blev udgivet af Breedon Books.. I 2009 blev han posthumt inkluderet i Scottish Football Hall of Fame.